# Văn Lăng
Văn Lăng là một xã thuộc tỉnh Thái Nguyên, Việt Nam.

## Địa lý
Xã Văn Lăng có vị trí địa lý:
- Phía đông giáp xã Thần Sa và xã Quang Sơn
- Phía tây giáp xã Chợ Mới, xã Phú Lương và xã Vô Tranh
- Phía nam giáp xã Quang Sơn, xã Vô Tranh và xã Đồng Hỷ
- Phía bắc giáp xã Chợ Mới.

Xã Văn Lăng có diện tích 75,27 km², dân số năm 2025 là 9.503 người. Khu vực được quy hoạch phát triển kinh tế nông, lâm nghiệp, khai thác khoáng sản và du lịch, trong đó đẩy mạnh phát triển du lịch sinh thái tại khu vực Bản Tèn và khai thác khoảng sản như mỏ Antimon, mỏ sắt. Sông Nghinh Tường hợp lưu với sông Cầu cũng trên địa bàn xã Văn Lăng.

## Lịch sử
Xã Văn Lăng trước đây có tên là Vân Lăng, thuộc tổng Vân Lăng, huyện Đồng Hỷ, phủ Phú Bình. Năm 1901, xã Vân Lăng được cắt về châu Võ Nhai. Đến năm 1985, Văn Lăng lại chuyển sang huyện Đồng Hỷ và giữ nguyên tên gọi cho đến nay. Trong năm 1985, xã Hoà Bình cũng được chuyển từ huyện Võ Nhai sang huyện Đồng Hỷ.
Tháng 6 năm 2025, xã Văn Lăng được thành lập trên cơ sở nhập toàn bộ diện tích tự nhiên, quy mô dân số của xã Hòa Bình (diện tích tự nhiên là 12,44 km²; dân số là 3.169 người) và xã Văn Lăng (diện tích tự nhiên là 62,83 km²; dân số là 6.334 người) của huyện Đồng Hỷ. Trụ sở làm việc của xã nằm tại trụ sở của xã Văn Lăng cũ.

## Hành chính
Đến năm 2005, xã Văn Lăng được chia thành 16 xóm: Khe Hai, Liên Phương, Bản Tèn, Văn Lăng, Vân Khánh, Tam Va, Dạt, Tân Lập 1, Tân Lập 2, Tân Sơn, Tân Thịnh, Tân Thành, Mong, Khe Quân, Khe Cạn, Mỏ Nước. Năm 2019, sáp nhập hai xóm Tân Lập 1 và Tân Lập 2 thành xóm Tân Lập, sáp nhập hai xóm Mong và Khe Cạn thành xóm Khe Mong, sáp nhập xóm Mỏ Nước vào xóm Tam Va.
Đến năm 2005, xã Hòa Bình được chia thành bảy xóm: Phố Hích và 6 xóm: Đồng Vung, Đồng Cẩu, Tân Đô, Tân Yên, Tân Thành, Trung Thành. Năm 2019, sáp nhập xóm Tân Thành vào xóm Trung Thành.